# 怪傑ゾロ
怪傑ゾロ（かいけつゾロ、英: Zorro）は、アメリカの作家ジョンストン・マッカレーが創作したヒーローキャラクター、またそのシリーズ作品。ゾロの名前はスペイン語の「狐」（zorro、ソロ）に由来する。
作品によって快傑ゾロ、奇傑ゾロといった表記もされる。

## 歴史
1919年に執筆された小説「The Curse of Capistrano」が、1920年にダグラス・フェアバンクス主演で映画化され世界各国で人気を博した。

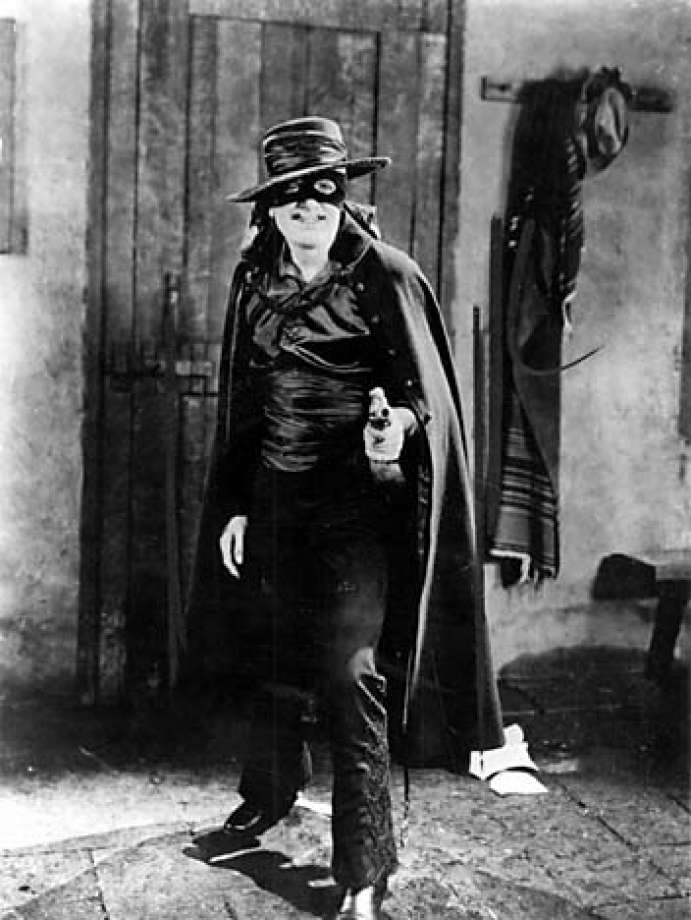
ダグラス・フェアバンクス「奇傑ゾロ」1920年
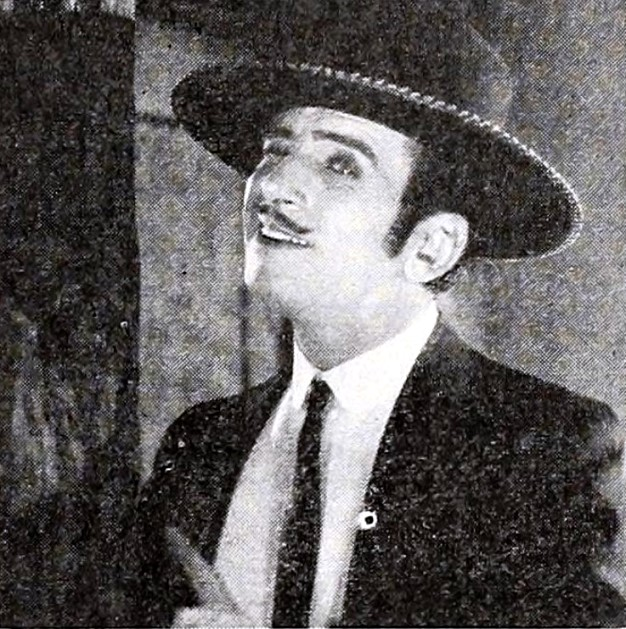
ダグラス・フェアバンクス「ドン Q ゾロの息子」 (1925)
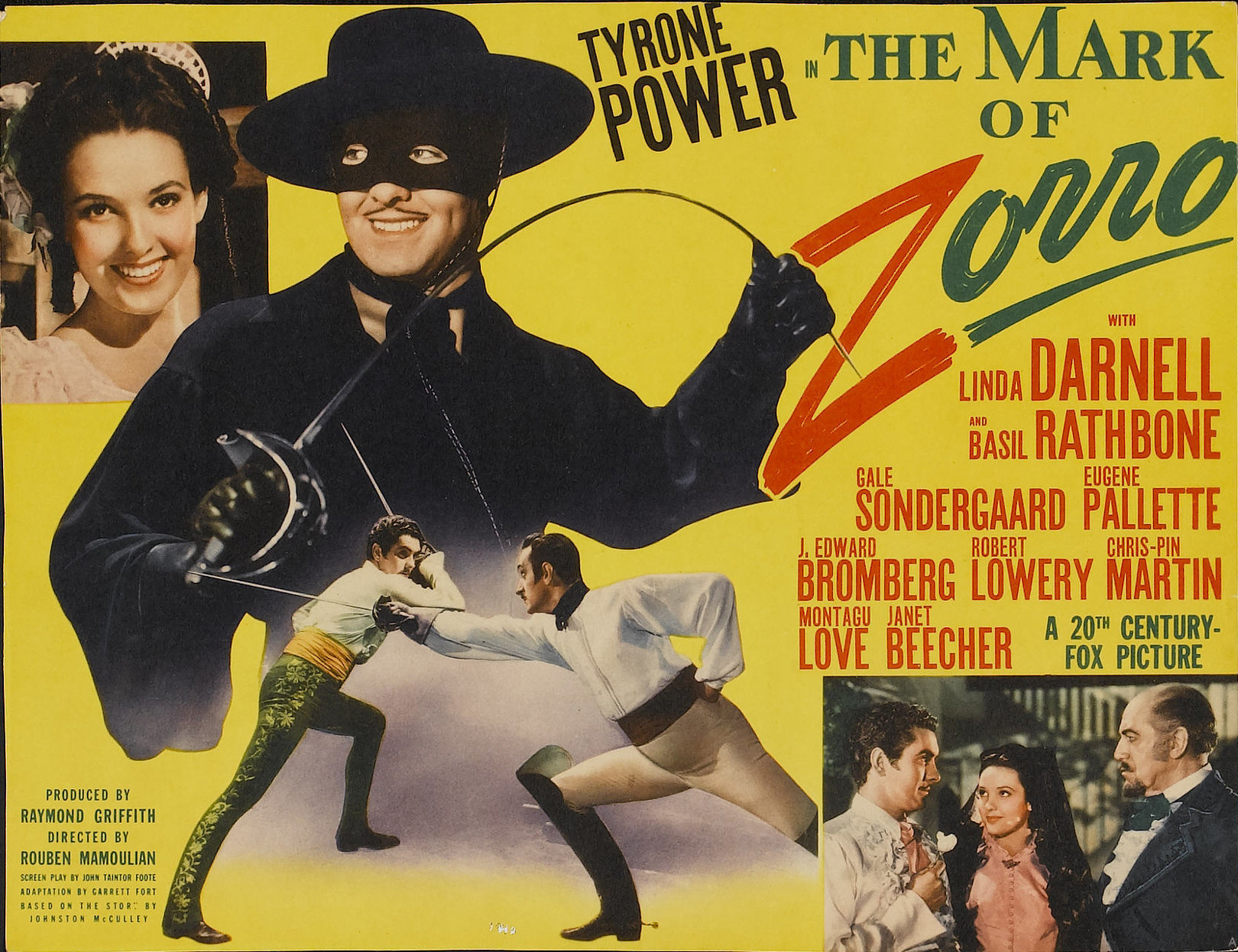
タイロン・パワー「快傑ゾロ」 (1940年)
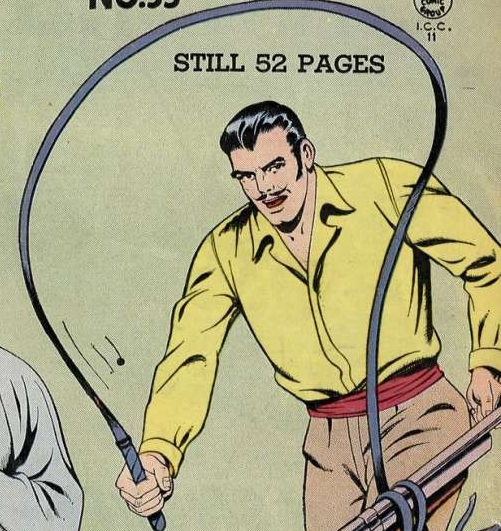
雑誌『ヒット・コミックス（英語版）』（1948年）の漫画
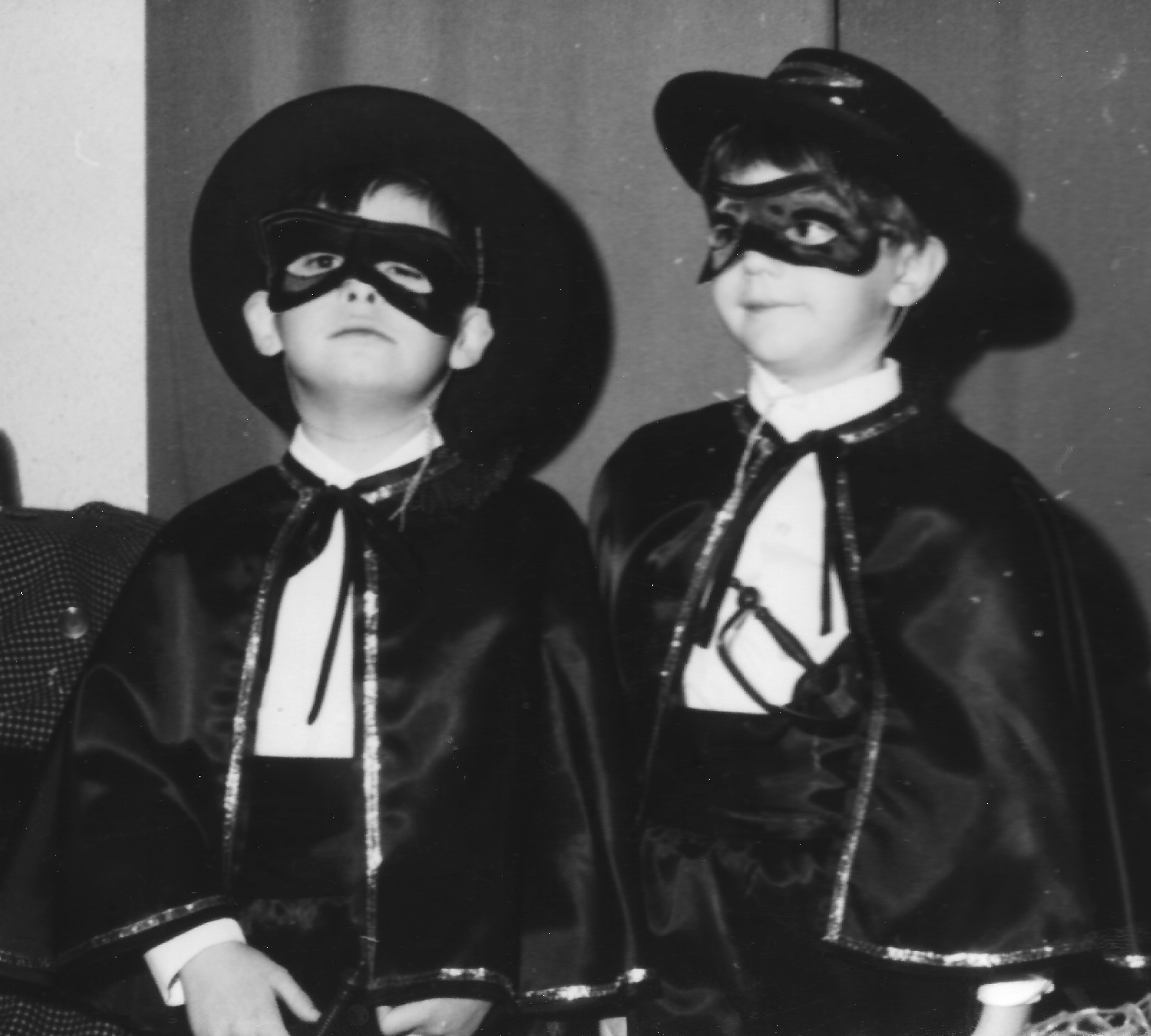
カーニバルパーティーの仮装（1968年）
Smiley Zolo

その後、何度も映画化され、1998年と2005年にはアントニオ・バンデラスがゾロを演じる作品2作も公開され、大ヒットを記録した。1960年代にはテレビ映画化、1990年代にはアニメ化、その他、コンピュータゲーム化、アメリカンコミック化されており、今もなお愛され続けている大衆文化のヒーローである。

## あらすじ
メキシコがまだスペイン領だったころ、その辺境カピストラノ地方で活躍する仮面の剣士ゾロは、強きをくじき弱きを助ける、大盗賊にして真の紳士。賞金首のお尋ね者でもある反面、虐げられたインディオを助け、フェアに1対1の決闘に臨むなど、まさに正義の味方だった。彼が現れた後には、壁にサーベルでZの字が彫られ、これが彼のトレードマークであった。なお、原題の "The Mark of Zorro" の "mark" には「刻印、傷跡、彫り痕、象徴」という意味がある。

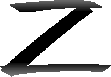
Zのマーク

ある日、元大地主の美しい一人娘ロリータは大富豪の息子ドン・ディエゴ・ベガと青年将校ラモンから求婚される。しかしロリータは、ぐうたらなディエゴや、どんな男性よりも男気溢れるラモンよりも、紳士的で強く優しいおたずね者の怪傑ゾロに心惹かれるのである。
そして紆余曲折の果てに明かされる怪傑ゾロの正体は、ドラ息子ディエゴであった。どうしようもない遊び人だったディエゴは、15歳の時、虐げられている人々を見た事から、密かに乗馬・剣術・武術等を学び、自らを鍛えあげ、最強の紳士、最強の盗賊になっていたのである。

## 派生作品
- 映画（日本発表済みの作品のみ）
  - 奇傑ゾロ (The Mark of Zorro) - 1920年の作品。ダグラス・フェアバンクス主演。
  - ドンQ（英語版） (Don Q Son of Zorro) - 1925年の作品。上記の続編的な作品。
  - 快傑ゾロ/ゾロ・ライズ・アゲイン（英語版） (Zorro Rides Again) - 1937年の作品。ジョン・キャロル（英語版）主演。
  - 快傑ゾロ (The Mark of Zorro) - 1940年の作品。タイロン・パワー主演。
  - 快傑ゾロ/サン・オブ・ゾロ（英語版） (Son of Zorro) - 1947年の作品。ジョージ・ターナー主演。
  - 快傑ゾロ (The Sign of Zorro) - 1958年の作品。ガイ・ウィリアムズ主演。
  - ゾロの復讐（英語版） (Zorro, the Avenger) - 1959年の作品・上記の続編。
  - アラン・ドロンのゾロ (Zorro) - 1975年の作品。アラン・ドロン主演。
  - ゾロ (Zorro, the Gay Blade) - 1981年の作品。ジョージ・ハミルトン主演。
  - マスク・オブ・ゾロ - (The Mask of Zorro) - 1998年の作品。アントニオ・バンデラス主演。
  - レジェンド・オブ・ゾロ (The Legend of Zorro) - 2005年の作品・上記の続編。
- テレビシリーズ
  - 怪傑ゾロ - 1957年から1959年にABCで放送された作品。日本では日本テレビで1961年7月から1966年6月まで放送。ガイ・ウィリアムズ主演。
  - ZORRO - 2024年スペインのテレビドラマでAmazon prime videoで配信され、日本ではBSトゥエルビで初放送される。
- アニメ
  - 快傑ゾロ - 1981年CBSで放送された作品。
  - 快傑ゾロ - 1996年から1997年にNHKの衛星アニメ劇場で放送された作品。
  - 怪傑ゾロ 〜Zの伝説〜（フィンランド語版） (The Amazing Zorro) - 2002年にカートゥーン ネットワークで放送された作品。
- 舞台
  - ZORRO THE MUSICAL（英語版） - 2008年にロンドンのウエストエンドで初演。日本では2011年に20th Centuryの坂本昌行主演で公演。
  - ZORRO 仮面のメサイア - 2009年、宝塚歌劇団雪組公演。水夏希主演、谷正純の脚本・演出。
- パロディ
  - ゴキブリゾロゾロ - 大正製薬のゴキブリ捕獲用品。1980年代前半のテレビCMに、大人と子供のゾロが登場。
  - ほうれんそうマンシリーズ - 1984年から1987年まで刊行された児童文学作品。悪役としてゾロのパロディキャラクターであり狐をモチーフとした「かいけつゾロリ」が登場する。
  - かいけつゾロリシリーズ - 『ほうれんそうマン』シリーズの完結にともない1987年から刊行されている、ゾロリを主人公としたスピンオフ作品。同作の作画を担当した原ゆたかが執筆しており、漫画・アニメ化もされている。
  - トムとジェリーキッズ - 「正義の味方(原題・zorrito)」。ジェリーがゾロのパロディキャラクター「ゾリート」として、金を取り立てるトムたちを懲らしめる。
  - サガシリーズ - 現スクウェア・エニックスから展開されるコンピュータRPGシリーズ。小剣（レイピア）の必殺技「ファイナルレター」は対象をZ字に斬る。特に「ロマンシング サ・ガ3」では黒覆面と小剣の義賊・怪傑ロビンが登場する。

- 競走馬
  - マスクゾロ - 2011年生まれの元競走馬、種牡馬。2016年のシリウスステークス（GIII）を制覇。馬名の由来となっている[1]。

## 日本語訳
- 『怪傑ゾロ』 井上一夫訳　東京創元社（世界大ロマン全集）、1959年　のち創元推理文庫
- 『快傑ゾロ』 広瀬順弘訳 角川文庫 1975年